# Jean Monneret (peintre)
Pour l'historien français, voir Jean Monneret (historien).
Pour les articles homonymes, voir Monneret.
Jean Monneret, né le 27 novembre 1922 à Chalon-sur-Saône et mort le 19 mai 2025 à Levallois-Perret, est un peintre, lithographe et sculpteur français.
Il est rattaché à l'École de Paris de l'après-guerre, dite Nouvelle École de Paris.

## Biographie
Jean Monneret, né le 27 novembre 1922 à Chalon-sur-Saône, est le fils d'un père cuisinier en hôtellerie ayant suivi son frère dans ses projets de commerces à Monte Carlo.
Il réalise ses premières aquarelles en 1933. Après avoir suivi les cours de l'école des beaux-arts de Lille, il intègre de 1944 à 1949 l'atelier de Jean Dupas à l'École nationale supérieure des beaux-arts de Paris. Parallèlement, il passe avec succès le concours d'enseignement en arts plastiques des lycées.
Enseignant, puis directeur du cours Montmartre (1960-1975), il devient professeur d'arts plastiques et d'histoire de l'art à l'École nationale supérieure des arts appliqués et des métiers d'art  à Paris (1974-1988) ; il maintient l'étude du dessin dans les différents postes qu'il occupe.
Sa peinture, figurative, avec un graphisme aux contours noirs expressifs à une certaine époque, n'est pas sans rappeler la façon de Bernard Buffet, son cadet de six ans. Présent dans la plupart des Salons de peinture, et représentatif de l'esprit de liberté des peintres, il est régulièrement élu président du Salon des indépendants entre 1977 à 2001. Il est président fondateur de la fédération des Salons historiques du Grand Palais.
En 1997, Le Salon des indépendants, qui se tient à l'espace Eiffel-Branly, offre une rétrospective du peintre avec environ 60 œuvres, de 1943 à 1997.
Une exposition lui est organisée par André Liatard à Aix-les-Bains au musée Faure en septembre 2014.
Ses amis peintres sont notamment Jean Carzou, Jean-Pierre Alaux, Pierre-Henry, Michel Henry, Jean Joyet, Geoffroy Dauvergne et Maurice Boitel.[réf. nécessaire]
Jean Monneret meurt le 19 mai 2025 à l'âge de 102 ans.

### Un artiste aux convictions dissidentes
Au cours de sa carrière de peintre et, surtout, à partir de l'arrivée d'André Malraux aux commandes du ministère de la Culture, Jean Monneret ne cessera de défendre la liberté d'expression en matière d'arts plastiques contre toute forme de dirigisme institutionnel. En 1999, dans le catalogue raisonné du Salon des indépendants, il publie un violent manifeste contre l'« art d'État » qualifié, selon lui, d'« art contemporain » par des fonctionnaires qui dépenseraient l'argent public pour imposer cet art à la population, alors que celle-ci le rejetterait.
Le 1er mars 2008, il prononce un discours sur l'art d'aujourd'hui, à l'occasion de l'inauguration de l'allée Maurice-Boitel, à Audresselles (Pas-de-Calais).

## Collections publiques
- Musée Faure, Aix-les-Bains, Défilé de mode au Grand Trianon, huile sur toile[8].
- Lycée technique de Beauvais, panneaux gravés, 1976[9].
- Musée des Beaux-Arts et d'Archéologie de Besançon, sérigraphies.
- Lycée agricole de Bourges, fresque murale, 1969[9].
- Musée savoisien de Chambéry, La construction du barrage de Roselend, huile sur toile.
- Lycée de jeunes filles Marcelin-Berthelot, Châtellerault, fresque murale, 1962[9].
- Lycée Romain-Rolland, Fontenay-sous-Bois, mosaïque, 1970[9].
- Collège Albert-Camus, Lille, panneaux gravées, 1977[9].
- Palais des Beaux-Arts de Lille[2].
- Chambre régionale des comptes d'Île-de-France, Noisiel, Aubervilliers, huile sur toile 65x81cm, 1961 (dépôt du Centre national des arts plastiques)[10].
- Département des estampes et de la photographie de la Bibliothèque nationale de France, Marche pour la survie, lithographie, 1980[2].
- Musée d'art moderne de la ville de Paris[2].
- Musée Carnavalet, Paris, La construction du palais du CNIT (Centre des nouvelles industries et technologies) à La Défense, huile sur toile 130x162cm, 1961[11].
- Musée national de la Marine, Paris[2].
- Ville de Saint-Quentin, place de l'hôtel de ville, Maurice Quentin de la Tour, sculpture[12].
- Lycée technique de Wasquehal, fresque murale, 1978[9].
- S.N.C.F.
- Chemins de fer algériens.
- Collections de sociétés multinationales en France, aux États-Unis, en Grande-Bretagne, au Japon, en Allemagne.

## Expositions

### Expositions personnelles
- Les Amis des Arts, Pontarlier, 1940[9].
- Foyer des artistes de Montparnasse, Paris, 1958[9].
- Jean Monneret - Horizon 2000, Galerie Denise Valtat, Paris, novembre 1965[13].
- Galerie Eric Gall, New York, 1965-1980.
- Atelier Matignon, Paris, 1968-1988[9].
- Groupe Mainichi, Tokyo, 1990, 1998[9].
- Jean Monneret - Rétrospective, espace Eiffel-Branly, Paris, 1997[4].
- Galerie Saint-Jacques, Saint-Quentin, septembre-novembre 2009.
- Musée Faure, Aix-les-Bains, juin-septembre 2014[5],[14].
- Expositions imprécisément situées et non datées : Lille, Cannes, Genève, Miami, Houston et Los Angeles[2].

### Expositions collectives
- Salon des indépendants, Paris, à partir de 1953[2].
- Avec la galerie Charpentier à Paris :
  - « Découvrir », 1955 ;
  - « Un siècle de chemin de fer et d'art », 1957 ;
  - « Prix Greenshields », 1958.
- Salon d'automne, Paris, sociétaire en 1960[15].
- musée de l'Ermitage, Saint-Pétersbourg, 1975[2].
- Musée des beaux-arts Pouchkine, Moscou, 1975[2].
- Maison de l'ORTF, Paris.
- Paris à l'unanimité - Les artistes témoins de Paris, Grand Palais, Paris, avril-mai 1988.
- De Bonnard à Baselitz - Dix ans d'enrichissements du cabinet des estampes, 1978-1988, Bibliothèque nationale de France, 1992[16].
- Jubilons, jubilez ! 37 artistes fêtent 30 ans d'expositions, musée Faure, Aix-les-Bains, mai 2018[14].

## Réception critique
- « Une texture savoureuse, un sens de la muralité, des formes bien intégrées dans une composition classique, une farandole de couleurs bien accordées. » - Gérald Schurr[17]
- « De 1941 à 1950, il se spécialisa dans les paysages urbains traditionnels,  puis s'attacha dans les années 50 à décrire les sites des grands chantiers de construction, barrages, routes, voies de chemin de fer. Depuis 1971, attiré par la modernité, il privilégie la représentation de vues caractéristiques de métropoles - La Défense, Manhattan -, de machines futuristes - véhicules spatiaux. » - Dictionnaire Bénézit[2]

## Publications

### Autobiographie
- Étincelle d’Éternité - Une vie d'artiste aux XXe et XXIe siècles, éditions Harmattan, 2021[18].

### Historien et critique d'art
- De la Bible à nos jours - 3000 ans d'art, Société des artistes indépendants / Comité français Terre d'Israël rêves et réalités, 1985.
- La femme et ses artistes - La femme et ses peintres - La femme corps et âme, Société des artistes indépendants, 1986.
- Tout savoir sur la peinture, Dessein et Tolra éditeurs, 1988.
- Le sport dans l'art de la préhistoire à nos jours, Sand éditeur, 1998[19].
- Le triomphe du trompe-l'œil, Société des éditions Mengès, 1999.
- Promenade autour de l'art contemporain, éditions SAI, 2001  (ISBN 2907220497).
- Catalogue raisonné du Salon des Indépendants 1884-2000 : les Indépendants dans l'histoire de l'art, éditions Éric Koehler, Paris, 2000  (ISBN 2907220454)[20].
- Salon des indépendants, 2001.[réf. incomplète]
- Le Grand Palais, regard de Jean Monneret, Paris, Réunion des musées nationaux, 2006  (ISBN 2711851915).
- « Qu'est-ce que l'art contemporain ? », in Catalogue raisonné du Salon des Indépendants, Espace Branly-Eiffel, 1999  (ISBN 290722039X).
- Le Livre de l'aquarelle, Paris, Dessain et Tolra, 1990  (ISBN 2249278091).

## Récompenses
- Grand prix des arts plastiques de la Ville de Paris, 1964.
- Prix d'aquarelle de la Société des amateurs d'art et collectionneurs, 1965.
- Prix de la Fondation Taylor[Quand ?].
- Grand prix des beaux-arts de la Ville de Lille, 1954.
- Grand prix Puvis-de-Chavannes, décerné par la Société nationale des beaux-arts, 1964[2].
- Médaille d'or de la Société des artistes français[2].
- Chevalier de la Légion d'honneur[2].
- Chevalier de l'Ordre national du Mérite[2].
- Chevalier de l'Ordre des Arts et des Lettres[2].

### Télévision
- Interview de Jean Monneret par Micheline Sandrel à propos de son exposition "Horizon 2000" à la Galerie Denise Valtat, Paris, Journal de Paris, ORTF, 12 novembre 1965 (visionner en ligne - Archives INA, durée : 3'56")..
- Jean Monneret explique la technique de Paul Cézanne et présente une aquarelle qu'il vient de réaliser à la "façon Cézanne", Journal de 13H00, France 2, 29 septembre 1995 (journaliste : Patrice Chêne) (visionner en ligne - Archives INA, durée : 1'56").